# 小戸ヨットハーバー
小戸ヨットハーバー（おどヨットハーバー）は、福岡市西区小戸の湾岸に位置するヨットハーバーで、「福岡市ヨットハーバー」の通称である。

## 概要
福岡市の西部湾岸に面し、小戸公園の南西側に隣接する湾岸施設のひとつで、「福岡市ヨットハーバー」の通称。
施設内に海の駅のふくおか・おど海の駅が併設されており、平成28年11月21日より外国人観光案内所が開設された。海の駅としては国内初である。
港内および埋め立てによる造成地（面積陸域38.000m2、水域82.000m2）にクルーザー150隻、ディンギー350隻等、大小540隻のヨットを収容。
夏にはヨットスクールや親子体験クルージング、手漕ぎボート競走、通年クルーザーやディンギーのレースが開催される。
冬季も「福岡市ヨットハーバー イルミネーション」等で年間を通してイベントが盛んであり近年は福岡出身の芸能人であるタモリにより「タモリカップ福岡」などが開催される会場の一部にもなっている。
2016年(平成28年) 11月、「第35回アメリカズカップ福岡 」のため福岡入りしたレース艇（AC45F）や各種の運営艇がレース海面間を往復するため同施設及び西福岡マリーナマリノアへ寄港した。

## 施設
- 浮桟橋 -  188隻
- 艇置場 -  350隻
- クラブハウス ( ハーバーハウス ) 
  - １階（ 管理事務所・シャワー室 ）
  - ２階（ 貸し会議室・ラウンジ ）
- 駐車場 - 280台[6]

施設等の写真
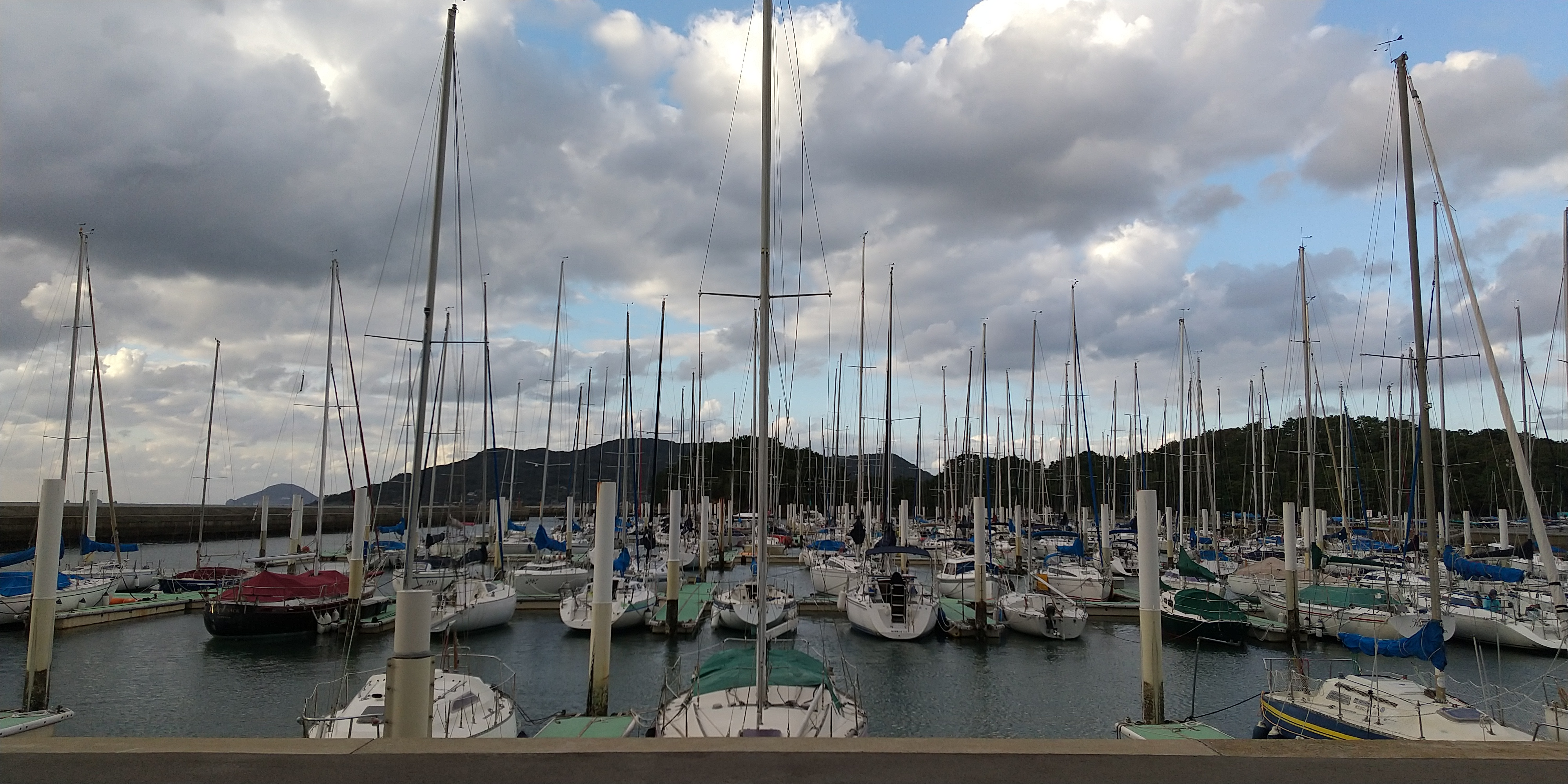
浮桟橋
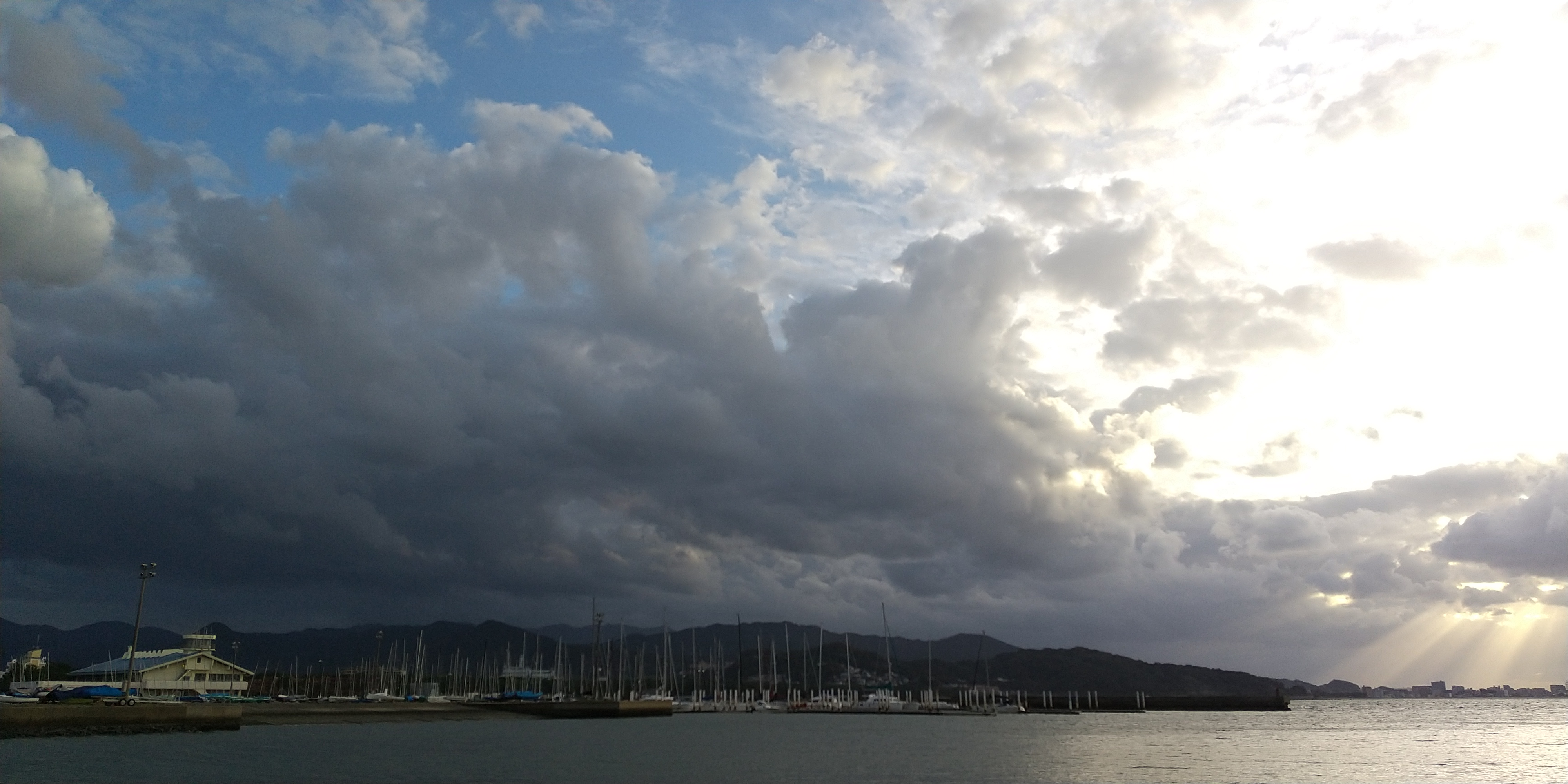
船だまり
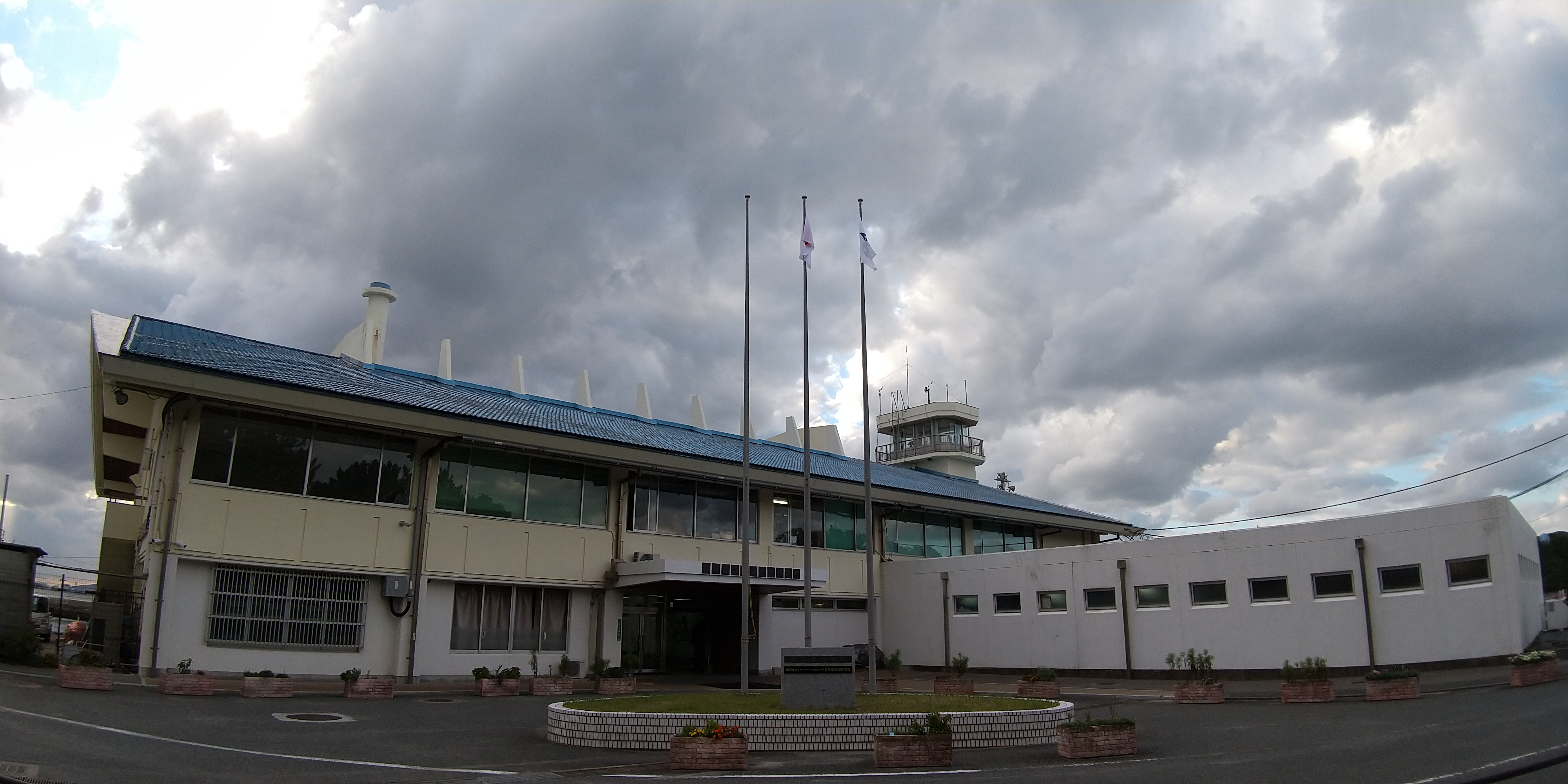
クラブハウス
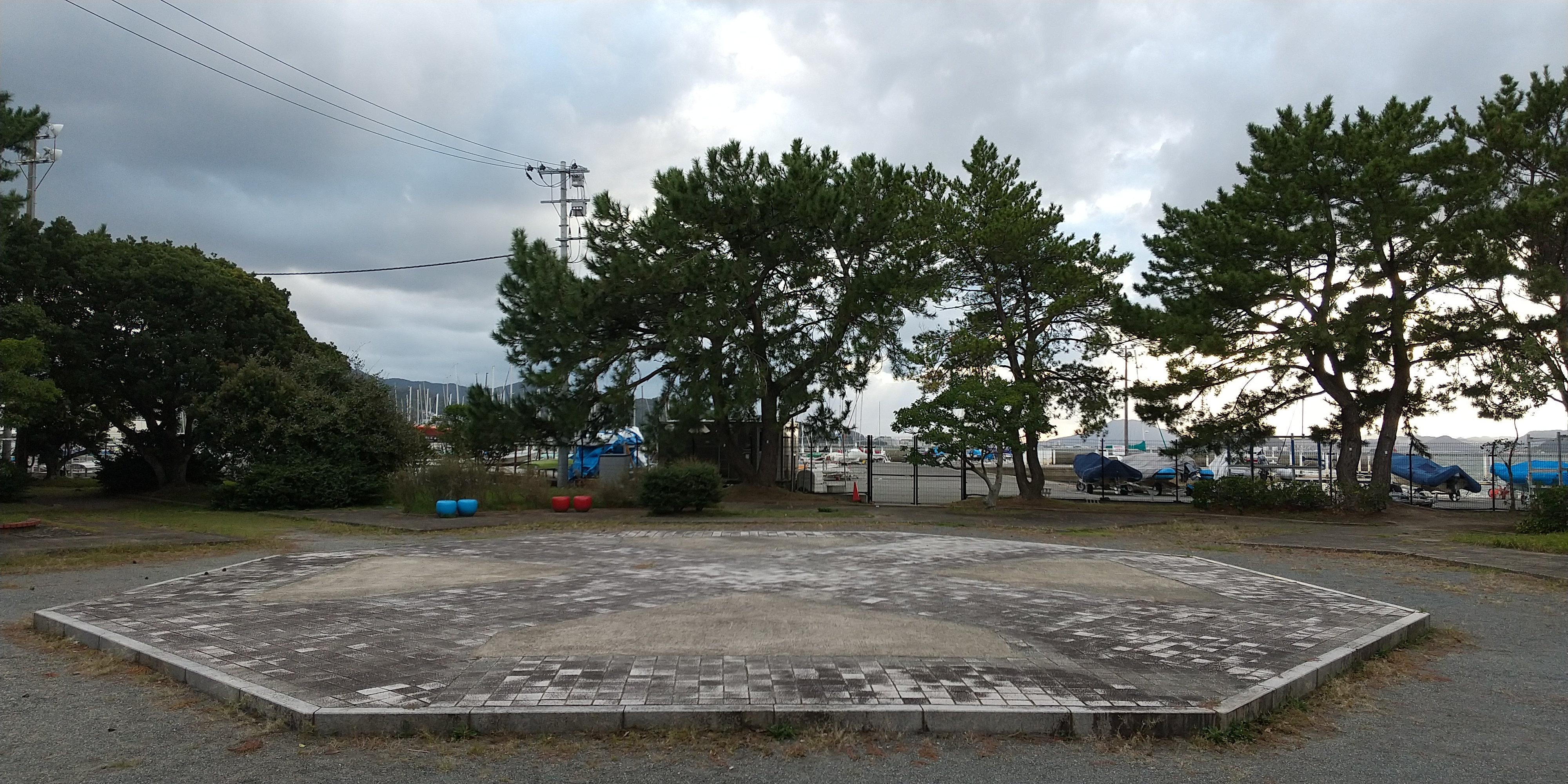
緑地（「八角広場」）
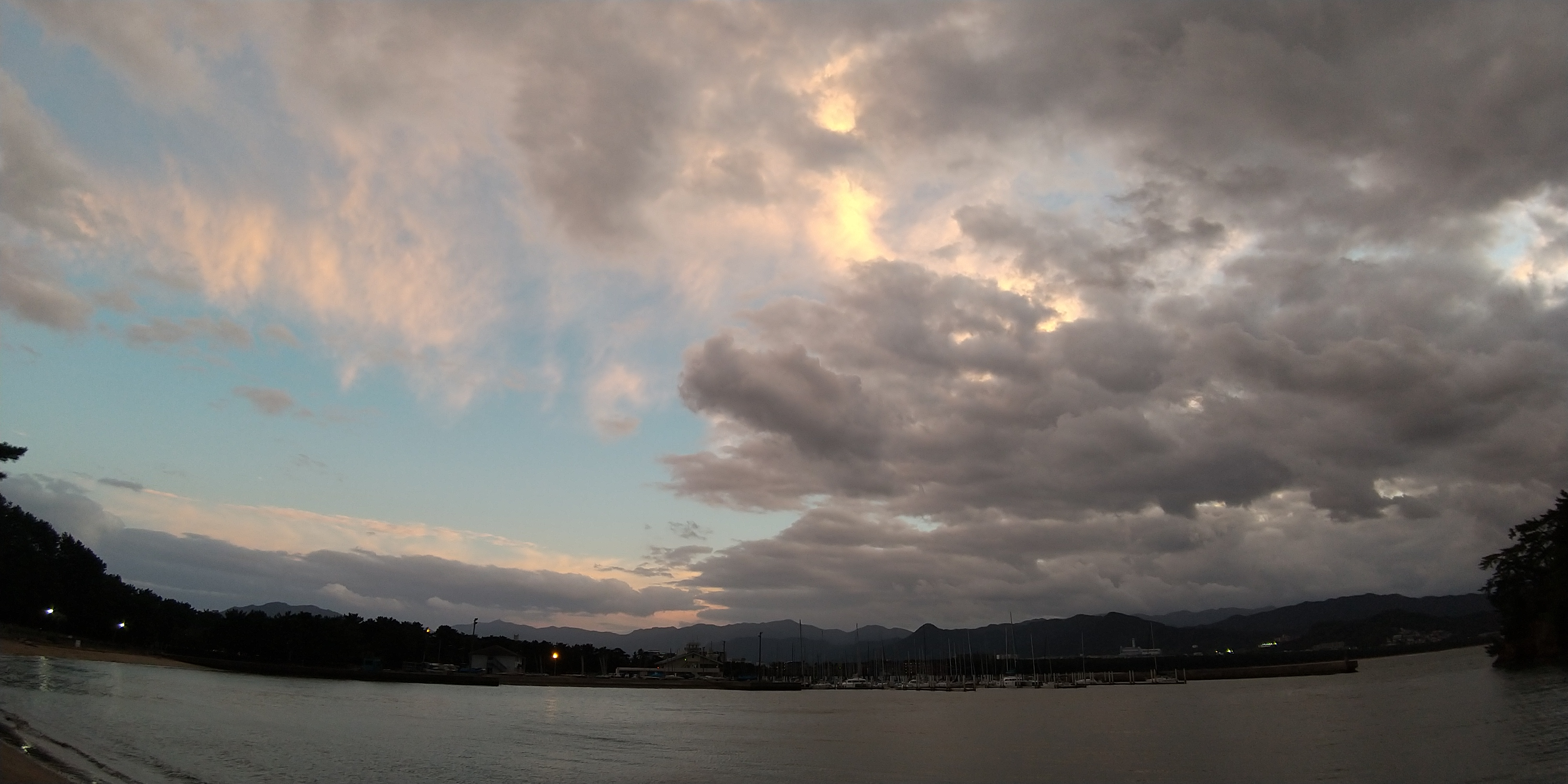
砂浜

## 沿革
- 1949年(昭和24年) - 同年開催の高校総体を機に湾岸整備進行
- 1972年(昭和48年) - 防波堤、泊地浚渫、埋立
- 1975年(昭和50年) - 7月22日開設
- 1976年(昭和51年) - 4月1日、財団法人福岡市ヨットハーバー公社設立
- 1979年(昭和54年) - 整備が完了
- 1988年(昭和63年) - 浮桟橋増設 (38隻分)
- 2014年(平成26年) - 12月13日、国土交通省九州運輸局より海の駅の認定を受け「ふくおか・おど海の駅」を開設
- 2016年(平成28年) - 4月1日、指定管理者変更により、博多港開発・ササキコーポレーション共同事業体が管理運営
- 2016年(平成28年) - 11月21日、「ふくおか・おど海の駅」へ海の駅としては国内初の外国人観光案内所を開設

## 近隣施設
- 小戸公園
- 西福岡マリーナマリノア
- マリノアシティ福岡 (アウトレットモール)
- 小戸ゴルフセンター
- 元寇防塁

## 所在地
- 〒819-0001 福岡市西区小戸三丁目58番1号
- 北緯33度35分27.1秒 東経130度18分46.9秒
- 小戸ヨットハーバー - Google マップ

## 交通
- 都市高速道路利用の場合：姪浜ICから約5分
- 福岡市営地下鉄空港線 姪浜駅
- タクシー 姪浜駅より約5分
- 徒歩 姪浜駅より約25分
- バス 約15分 昭和バス「マリノアシティ福岡」行き 「姪浜駅南口」バス停乗車 - 「小戸公園」バス停下車後 徒歩5分

## リンク
- 福岡市立ヨットハーバー